# Air Nova
Air Nova war eine Fluggesellschaft mit Sitz in Enfield, Nova Scotia, Kanada, die im Jahr 2001 Teil der Air Canada Regional wurde. Im Jahr 2002 wurde die Fusion mit Air BC, Air Ontario, Air Nova und Canadian Regional Airlines mit der neuen Marke  Air Canada Jazz abgeschlossen.

## Geschichte

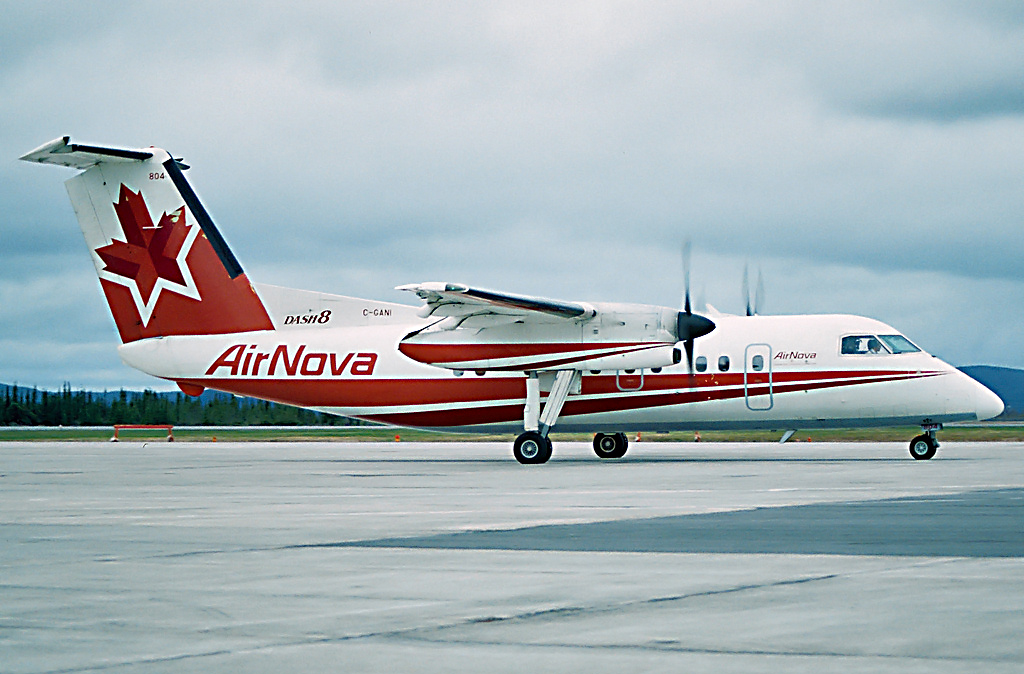
De Havilland Canada DHC-8-102

Air Nova wurde im Juli 1986 mit zwei De Havilland Canada DHC-8 Flugzeugen für Flugdienste zu fünf Flugzielen bei dem kanadischen Teil des Atlantiks gegründet. Weitere DHC-8 wurden erworben, als die Fluggesellschaft erfolgreich wurde und British Aerospace 146 Jets für Routen einsetzte, die in Kanada und den USA eröffnet wurden. Im Frühjahr 1999 wurde Air Alliance und Air Nova unter dem Namen Air Nova konsolidiert. Nach der Konsolidierung der Air Alliance, diente Air Nova 28 Reisezielen in ganz Ost-Kanada und den vereinigten Staaten.
Air Nova war eine hundertprozentige Tochtergesellschaft der Air Canada.

## Flotte

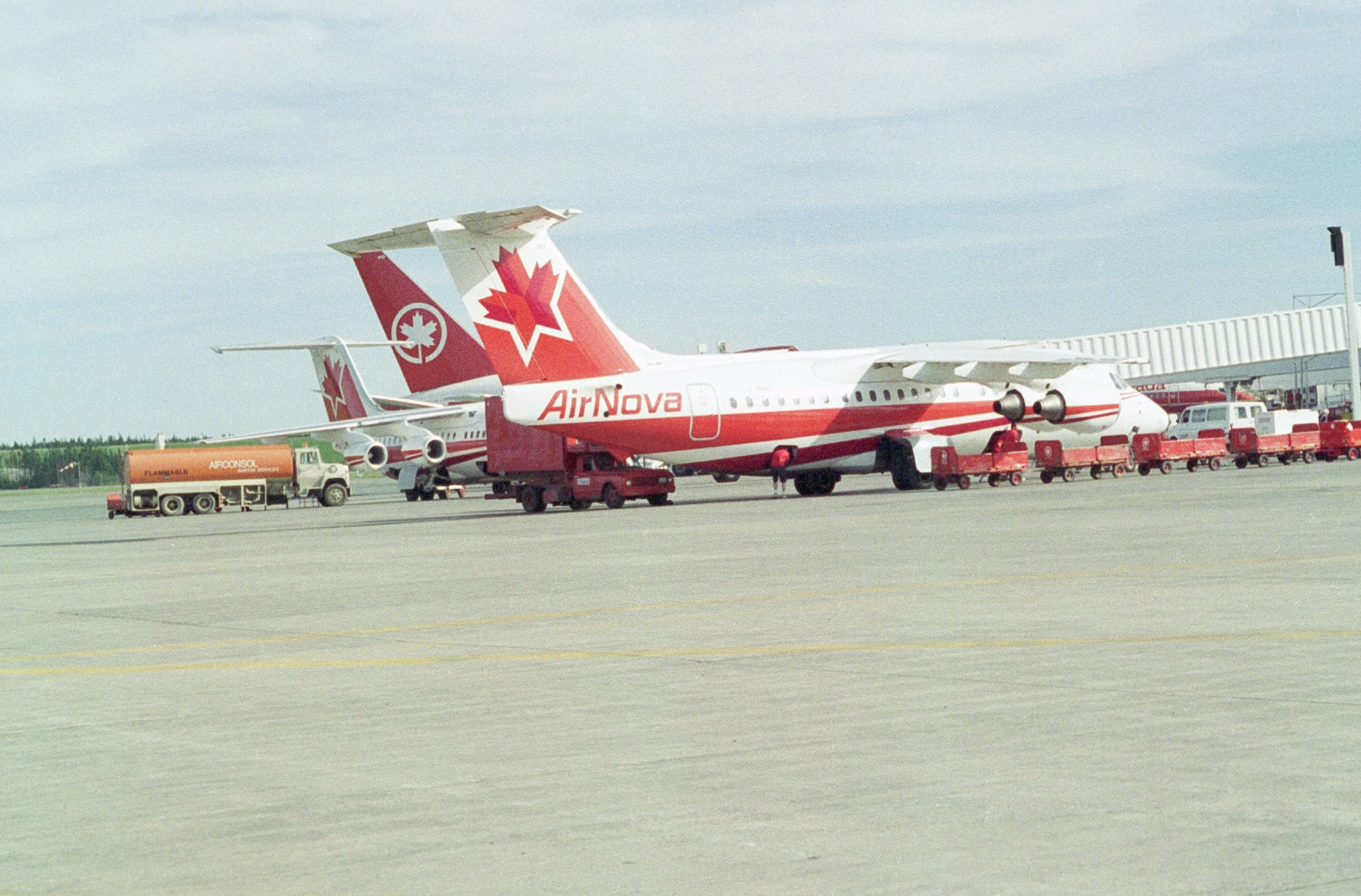
Original-Bemalung

Air Nova betrieb 24 Flugzeuge des Typs De Havilland Canada DHC-8-100, 5 des Typs BAe 146-200 und 5 Beechcraft 1900D.